# Wilson Jones
Wilson Alfredo Jones Rodríguez (El Barco de Valdeorras, Orense, 19 de mayo de 1934-12 de julio de 2021) fue un futbolista español que se desempeñaba como centrocampista.

## Biografía
Hijo de un ciudadno inglés y una gallega. Durante su juventud destacó en baloncesto, por su capacidad atlética, hasta que un buen día un ojeador le descubrió viendo en él su talento como goleador. A los dieciocho años llegó a Madrid, a la sombra de Santiago Bernabéu. El Real Madrid vio en él un rematador innato capaz de hacer historia. Pero su juventud y la presencia en el conjunto blanco de grandes jugadores le empujaron a ser cedido en diversas ocasiones por gran parte del territorio nacional. El Real Madrid le incluyó en el equipo que acababa de conseguir su cuarto título de Liga.
A los veintidós años se marchó al Real Zaragoza, donde alcanzó la cúspide como profesional. En los cuatro años que pasó en el conjunto maño, desplegó su potencia, el disparo o el remate de cabeza. Marcó en el partido inaugural del nuevo estadio de La Romareda.
El Real Racing Club de Santander le fichó como una estrella y tras dos temporadas regresó al Club Deportivo Ourense, donde después de disputar varias temporadas en la 2ª división, se jubiló.
Falleció el 12 de julio de 2021, a los 87 años.

## Clubes
| Club                          | País   | Año       |
| ----------------------------- | ------ | --------- |
| CD Barco                      | España |           |
| Deportivo Alavés              | España | 1954-1955 |
| Real Madrid C. F.             | España | 1955-1956 |
| Real Zaragoza                 | España | 1956-1960 |
| Real Racing Club de Santander | España | 1960-1962 |
| C. D. Ourense                 | España | 1962-1965 |